# De Dag (Belgisch dagblad)
De Dag was een Belgische krant die werd uitgegeven door de drukkerij Patria.

## Historiek
De eerste editie van de krant verscheen op 20 november 1934. Het dagblad was geïnspireerd op de toenmalige Amerikaanse tabloids met grote titels en veel illustraties. Op dat moment was Patria, de uitgever van het dagblad, de modernste krantendrukkerij van België. Reeds in 1936 beschikte de redactie over een belinograaf.
Hoofdredacteur van de krant was Mark Tralbaut (actief onder de schuilnaam Marcus-Antonius). Binnen de redactie, evenals bij uitgeverij Patria, speelden gewezen activisten een rol, waaronder Firmin Mortier en Hendrik Tanrez (vanaf 1936) die eerder bij het Vlaams-nationalistische dagblad De Schelde hadden gewerkt. Later werden ook Jan Nuyts (1938), Frans Smets, Bart Goovaerts, Karel Steyaert en fotograaf Rik Selleslaghs actief voor de krant. In 1936 werd Tralbaut - na een inhoudelijk en financieel conflict - opgevolgd door Clovis Baert. Op de Brusselse redactie van de krant speelde Maurits Liesenborghs (actief onder de schuilnamen Verax en Climax) een belangrijke rol, hij verdedigde de neutraliteitspolitiek en nam Vlaams-nationalistische standpunten in.
De krant positioneerde zich als 'onpartijdig' en maakte gebruik van haar 'Vrije Tribune' om dat te beklemtonen. De Dag bracht felle kritiek op het politieke establishment en de 'haute finance'. Hierdoor kwam de krant in conflict met andere (dag)bladen, wat resulteerde in paginagrote bijdragen met afficheopmaak en aanplakbrieven. Vanuit de concurrentie werd er geageerd met politieke druk en commerciële boycot. In een open brief van 9 november 1938 aan eerste minister Paul-Henri Spaak verweerde de krant zich tegen insinuaties over Duitse steun en informatie uit nazi-bronnen.
Bij de aanvang van de Duitse bezetting tijdens de Tweede Wereldoorlog staakte de krant de publicatie, maar verscheen vanaf 15 juni 1940 opnieuw. De krant werd betrokken in de collaboratie en voerde onder meer propaganda voor de werving van oostfronters. In februari 1941 legde Baert op aandringen van de Duitse instanties het hoofdredacteurschap neer en werd opgevolgd door G. Capelle. Bij de bevrijding trachtte de redactie onder de naam De Tijd de publicatie verder te zetten, maar kreeg een publicatieverbod van het gerecht. In september 1944 verscheen de laatste editie.

## Structuur

### Redactie
| Tijdspanne  | Hoofdredacteur |
| ----------- | -------------- |
| 1934 - 1936 | Mark Tralbaut  |
| 1936 - 1941 | Clovis Baert   |
| 1941 - 1944 | G. Capelle     |

### Oplage
| jaar | Oplage      |
| ---- | ----------- |
| 1935 | ca. 40.000  |
| 1936 | ca. 75.000  |
| 1937 | ca. 95.000  |
| 1938 | ca. 110.000 |

### Nevenpublicaties
Vanaf 30 juni 1937 tot 1942 verscheen het jeugdtijdschrift Wonderland als wekelijkse bijlage bij de krant.

## Bekende (ex-)medewerkers
- Clovis Baert[1]
- G. Capelle
- Bart Goovaerts
- Firmin Mortier[2]
- Jan Nuyts[3]

- Maurits Liesenborghs[4]
- Rik Selleslaghs
- Frans Smets
- Karel Steyaert[5]

- Hendrik Tanrez[6]
- Mark Tralbaut[7]
- Antoon van Opstraet
- Edmond van Tassel